# Samuel Boutal
Samuel Boutal est un ancien footballeur français né le 22 novembre 1969 à Bordeaux.
Cet attaquant mesure 1,81 mètre pour 77 kg.

## Biographie
Issu d'un père qui a fait des études de droit en France avant de repartir au Cameroun où il est devenu avocat à Yaoundé et d'une mère vivant en France il nait à Bordeaux en 1969.
Jeune, il fréquente le centre de formation des Girondins de Bordeaux avec Bixente Lizarazu et Christophe Dugarry. Il part en 1992 à Pau FC (Division 3) pour y acquérir du temps de jeu avant de partir au Red Star 93 l'année suivante.

### Les débuts au Red Star
Dans le club parisien, il démontre les qualités de son jeu de tête et une combativité de tous les instants. Son association avec Steve Marlet fait merveille et il finit meilleur buteur du club en 1995 avec 14 buts.
Après 4 saisons et 26 buts au Red Star, il s'engage en 1997 avec le SM Caen, tout juste relégué de Division 1 et avec ambition de remonter cette même année.

### L'ambition Normande
Avec une équipe de grande qualité (Rothen, Borrelli, Née, Sommeil, Guerreiro...), le club échoue après avoir flirté avec la relégation. Boutal est plus utilisé comme milieu offensif et ne marque que 3 buts.
La saison suivant est plus aboutie pour lui, il est le meilleur buteur du club avec 16 buts à son compteur en championnat mais le club normand fini 5e et échoue à nouveau dans la course à la montée.

### Débuts en Ligue 1 et Coupe d'Europe
Au mercato 1999, il s'engage avec Troyes et s'apprète à faire ses grands débuts en Ligue 1 contre le PSG le 31 juillet 1999. Bien entouré en attaque par les internationaux algériens Farid Ghazi et Rafik Saïfi, l'ESTAC finit à la 14e place.
La saison suivante, il marque 7 buts et joue 25 matchs. Troyes finit 7e et gagne le droit de participer à la coupe Intertoto pour la saison 2001-2002. Ils gagnent cette compétition (éliminant Newcastle United en finale) et jouent la coupe de l'UEFA (élimination au 2e tour par Leeds United). Cette année-là, le club réédite la performance de l'année précédente et finit à nouveau 7e. Boutal jouait plus milieu offensif cette année-là, mais marque moins (2 buts).
En mars 2002, il accorde une interview à un journaliste de Canal France International où il déclare ses origines camerounaises (par son père). C'est un appel au sélectionneur du moment, Winfried Schäfer pour lui signifier sa disponibilité et son rêve caché de jouer pour les Lions Indomptables. Et ce, à quelques mois de la Coupe du monde 2002 en Corée du Sud et au Japon. Il n'est finalement pas appelé en équipe du Cameroun.

### Courtes expériences à l'étranger
En 2002-2003, il joue pour les clubs de Kilmarnock FC en écosse puis Shanghaï Cosco en Chine. Il a des difficultés à s'adapter à ces nouveaux modes de vies et revient en France en 2003 au Stade de Reims.

### L'expérience rémoise
Samuel Boutal arrive au Stade de Reims avec la mission d'encadrer et d'apporter son expérience aux jeunes Noël Moukila et Amara Diané. Il joue 35 matchs, marque 6 buts et finit champion de National. Cette première année est un succès.
Lors de la saison 2004-2005, il joue 27 matchs pour 2 but et finit 16e avec son club.

### Fin de carrière à Tours
En 2005, il s'engage à Tours FC, obtenant la montée en Ligue 2 dès la 1re année. Mais il joue peu, (20 matchs en 2 saisons) et se retrouve sans club à compter de l'été 2007.

## Palmarès
- Vainqueur de la Coupe Intertoto lors de l'été 2001 avec Troyes
- Demi-finaliste de la Coupe de France en 2001 avec Troyes
- Champion de France de National en 2004 avec le Stade de Reims
- Vice-Champion de France de National en 2006 avec le Tours Football Club

## Statistiques

### Coupes d'Europe
- 4 matchs et 3 buts en Coupe de l'UEFA
- 8 matchs et 6 buts en Coupe Intertoto

### Championnats nationaux
- 80 matchs et 14 buts en Ligue 1
- 192 matchs et 45 buts en Ligue 2
- 3 matchs et 1 but en 1re division écossaise